# Ahmed Alaaeldin
Ahmed Alaaeldin (tiếng Ả Rập: أحمد علاء الدين; sinh ngày 31 tháng 1 năm 1993), còn được gọi là Ahmed Alaa, là một cầu thủ bóng đá chuyên nghiệp người Qatar hiện thi đấu  cho câu lạc bộ Al-Gharafa và đội tuyển quốc gia Qatar.

### Bàn thắng quốc tế
Bàn thắng và kết quả của Qatar được để trước.
| #  | Ngày                 | Địa điểm                                   | Đối thủ     | Bàn thắng | Kết quả | Giải đấu                      |
| -- | -------------------- | ------------------------------------------ | ----------- | --------- | ------- | ----------------------------- |
| 1. | 5 tháng 10 năm 2017  | Sân vận động Jassim Bin Hamad, Doha, Qatar | Singapore   | 3–1       | 3–1     | Giao hữu                      |
| 2. | 23 tháng 12 năm 2018 | Sân vận động Quốc tế Khalifa, Doha, Qatar  | Jordan      | 2–0       | 2–0     | Giao hữu                      |
| 3. | 7 tháng 1 năm 2023   | Sân vận động Olympic Al-Minaa, Basra, Iraq | Kuwait      | 2–0       | 2–0     | 25th Arabian Gulf Cup         |
| 4. | 10 tháng 1 năm 2023  | Sân vận động Olympic Al-Minaa, Basra, Iraq | Bahrain     | 1–0       | 1–2     | 25th Arabian Gulf Cup         |
| 5. | 12 tháng 9 năm 2023  | Sân vận động Al Janoub, Al Wakrah, Qatar   | Nga         | 1–0       | 1–1     | Giao hữu                      |
| 6. | 16 tháng 11 năm 2023 | Sân vận động Quốc tế Khalifa, Doha, Qatar  | Afghanistan | 7–1       | 8–1     | Vòng loại FIFA World Cup 2026 |